# Giuseppe Bartolomeo Chiari

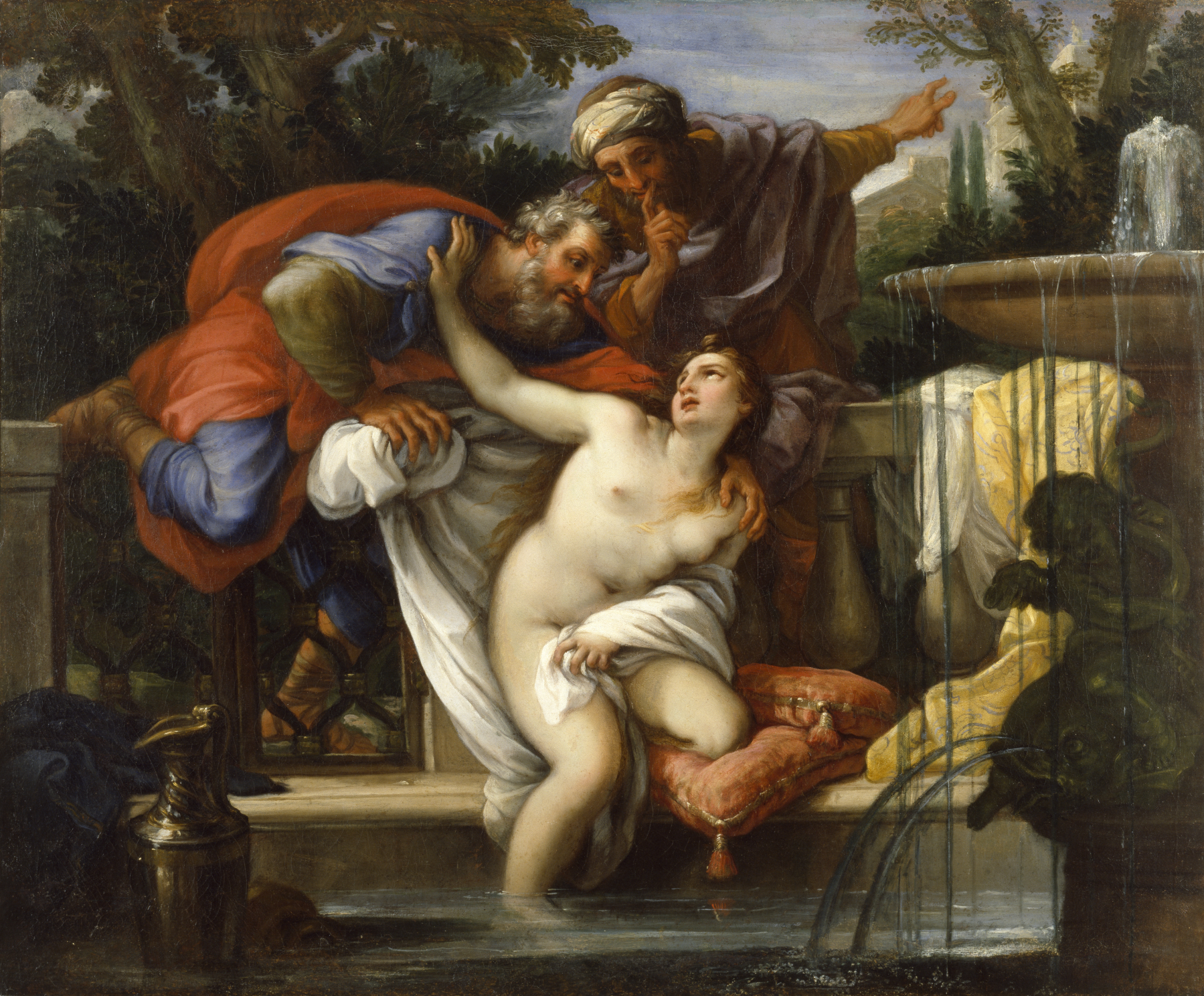
Susanna e i vecchioni, Walters Art Museum

Giuseppe Bartolomeo Chiari (Roma, 10 marzo 1654 – Roma, 8 settembre 1727) è stato un pittore italiano.

## Biografia
Allievo prediletto di Carlo Maratta, fu uno dei più caratteristici artisti della Roma di inizio XVIII secolo. Nel terzo decennio del secolo il suo prestigio lo portò ad assumere la carica di principe dell'Accademia di San Luca. Durante il suo principato venne ammesso all'Accademia il pittore Giacomo Zoboli. Lavorò a Palazzo Barberini (fu Giovan Pietro Bellori a suggerirgli di ispirarsi alla celebre Aurora di Guido Reni nel casino Pallavicini), a Palazzo Colonna, a San Silvestro in Capite, a Palazzo Spada. Nella cappella di San francesco della Basilica dei Santi XII Apostoli a Roma è conservata la pala d'altare San Francesco in estasi tra le braccia degli angeli del 1726.
Una delle sue opere migliori è l'Adorazione dei Magi della Gemäldegalerie di Berlino.
Chiari raggiunse l'apice della fama durante il pontificato di Clemente XI (1700 - 1721): in quegli anni fu affiancato al maestro Carlo Maratta nella preparazione dei cartoni per i mosaici delle navate laterali della Basilica di San Pietro, gli fu commissionato l'ovale con il profeta Abdia per S. Giovanni in Laterano e fu incaricato di dipingere la Gloria di San Clemente per la basilica omonima.

## Stile
Artista accademico di buona qualità, Chiari riprese spesso motivi tratti dai maggiori esoponenti del classicismo seicentesco, come Andrea Sacchi, Guido Reni, Carlo Maratta, non disdegnando però alcuni maestri del barocco, in primis Pietro da Cortona.